# Meillant

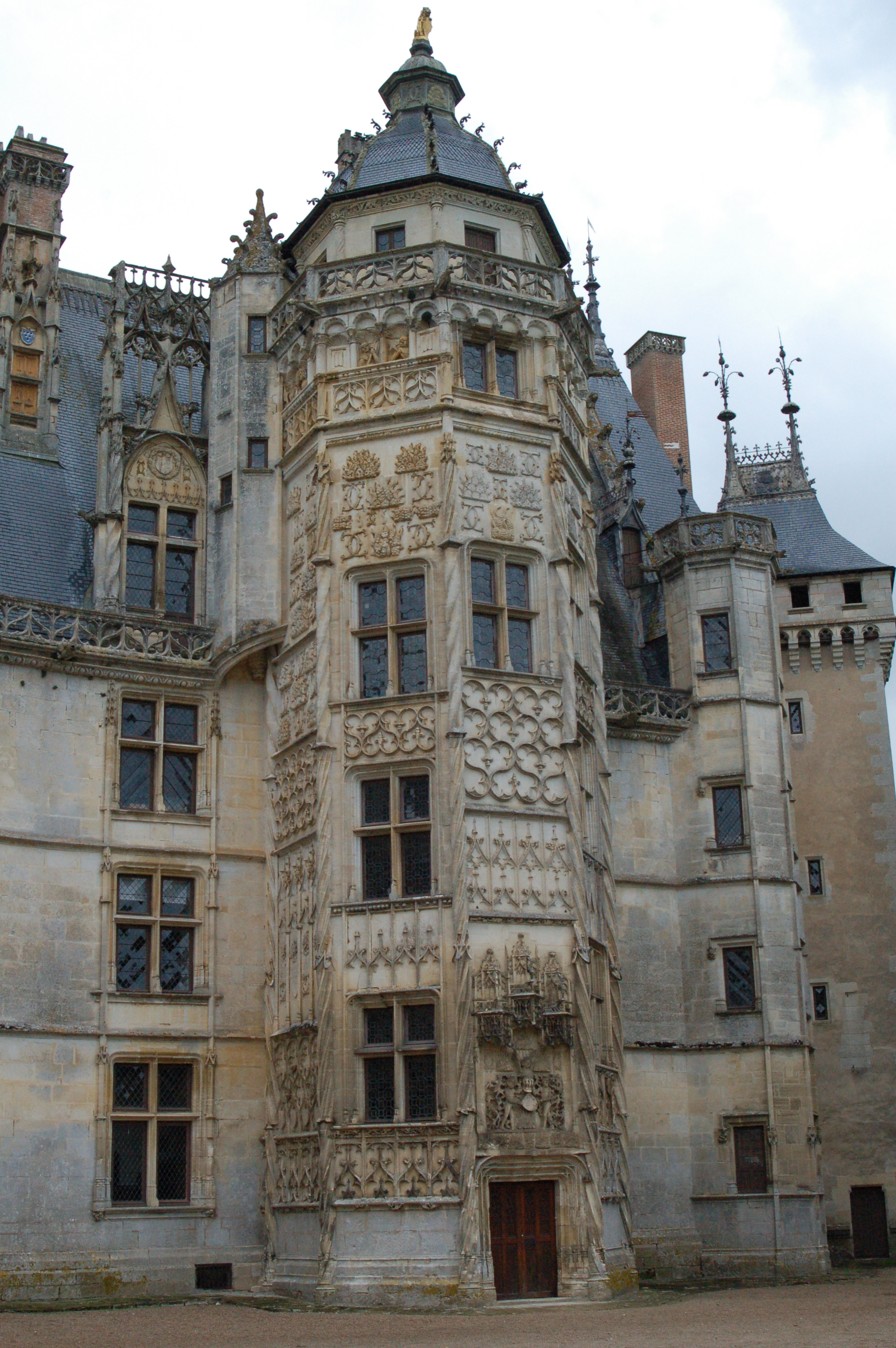
Escalier d'honneur du château de Meillant.

Meillant est une commune française située dans le département du Cher, en région Centre-Val de Loire.

## Géographie

### Climat
Pour des articles plus généraux, voir Climat du Centre-Val de Loire et Climat du Cher.
En 2010, le climat de la commune est de type climat océanique dégradé des plaines du Centre et du Nord, selon une étude du CNRS s'appuyant sur une série de données couvrant la période 1971-2000. En 2020, Météo-France publie une typologie des climats de la France métropolitaine dans laquelle la commune est exposée à un climat océanique altéré et est dans la région climatique  Ouest et nord-ouest du Massif Central, caractérisée par une pluviométrie annuelle de 900 à 1 500 mm, maximale en automne et en hiver. 
Pour la période 1971-2000, la température annuelle moyenne est de 11,1 °C, avec une amplitude thermique annuelle de 15,7 °C. Le cumul annuel moyen de précipitations est de 772 mm, avec 11,4 jours de précipitations en janvier et 7,4 jours en juillet. Pour la période 1991-2020, la température moyenne annuelle observée sur la station météorologique la plus proche, située sur la commune d'Orval à 6 km à vol d'oiseau, est de 12,3 °C et le cumul annuel moyen de précipitations est de 757,1 mm,. Pour l'avenir, les paramètres climatiques de la commune estimés pour 2050 selon différents scénarios d'émission de gaz à effet de serre sont consultables sur un site dédié publié par Météo-France en novembre 2022.

## Urbanisme

### Typologie
Au 1er janvier 2024, Meillant est catégorisée commune rurale à habitat dispersé, selon la nouvelle grille communale de densité à 7 niveaux définie par l'Insee en 2022.
Elle est située hors unité urbaine. Par ailleurs la commune fait partie de l'aire d'attraction de Saint-Amand-Montrond, dont elle est une commune de la couronne,. Cette aire, qui regroupe 36 communes, est catégorisée dans les aires de moins de 50 000 habitants,.

### Occupation des sols
L'occupation des sols de la commune, telle qu'elle ressort de la base de données européenne d’occupation biophysique des sols Corine Land Cover (CLC), est marquée par l'importance des territoires agricoles (50,9 % en 2018), une proportion sensiblement équivalente à celle de 1990 (51,1 %). La répartition détaillée en 2018 est la suivante : 
forêts (44,7 %), terres arables (29,5 %), prairies (18,8 %), milieux à végétation arbustive et/ou herbacée (2,8 %), zones agricoles hétérogènes (2,6 %), zones urbanisées (1 %), eaux continentales (0,6 %).
L'évolution de l’occupation des sols de la commune et de ses infrastructures peut être observée sur les différentes représentations cartographiques du territoire : la carte de Cassini (XVIIIe siècle), la carte d'état-major (1820-1866) et les cartes ou photos aériennes de l'IGN pour la période actuelle (1950 à aujourd'hui).

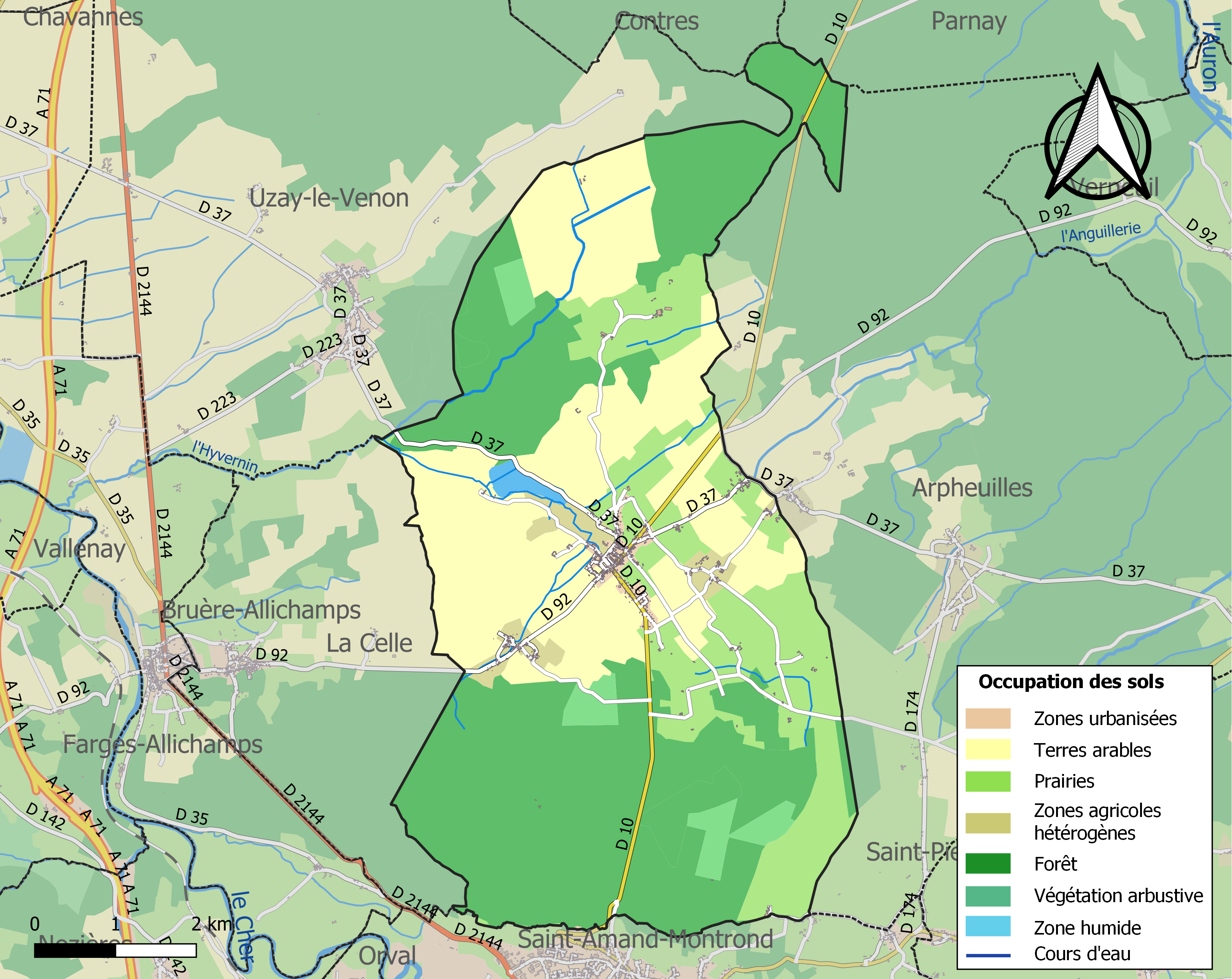
Carte des infrastructures et de l'occupation des sols de la commune en 2018 (CLC).

### Risques majeurs
Le territoire de la commune de Meillant est vulnérable à différents aléas naturels : météorologiques (tempête, orage, neige, grand froid, canicule ou sécheresse), mouvements de terrains et séisme (sismicité faible). Il est également exposé à un risque technologique, le transport de matières dangereuses. Un site publié par le BRGM permet d'évaluer simplement et rapidement les risques d'un bien localisé soit par son adresse soit par le numéro de sa parcelle.

#### Risques naturels

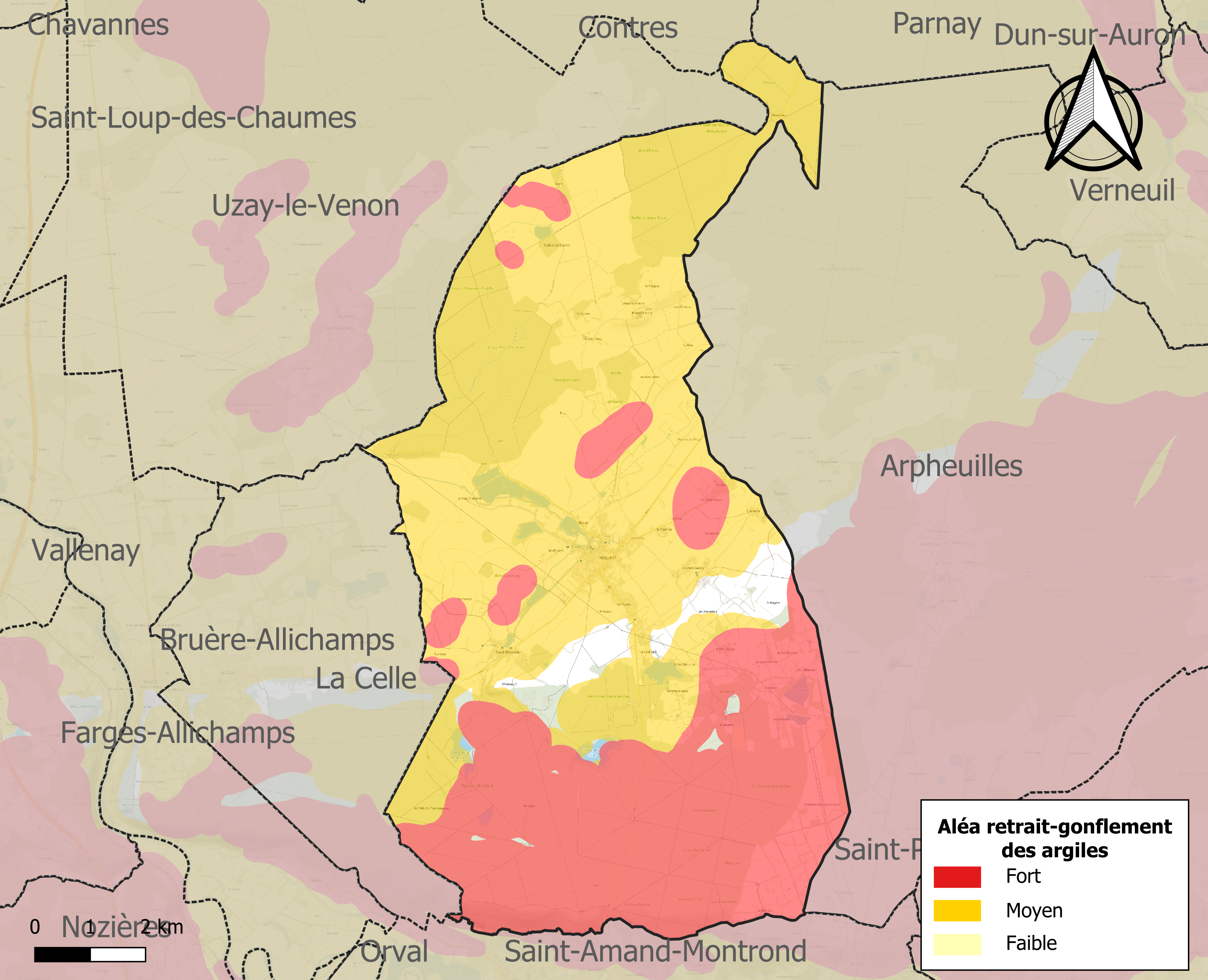
Carte des zones d'aléa retrait-gonflement des sols argileux de Meillant.

La commune est vulnérable au risque de mouvements de terrains constitué principalement du retrait-gonflement des sols argileux. Cet aléa est susceptible d'engendrer des dommages importants aux bâtiments en cas d’alternance de périodes de sécheresse et de pluie. 95,4 % de la superficie communale est en aléa moyen ou fort (90 % au niveau départemental et 48,5 % au niveau national). Sur les 434 bâtiments dénombrés sur la commune en 2019, 425 sont en aléa moyen ou fort, soit 98 %, à comparer aux 83 % au niveau départemental et 54 % au niveau national. Une cartographie de l'exposition du territoire national au retrait gonflement des sols argileux est disponible sur le site du BRGM,.
Concernant les mouvements de terrains, la commune a été reconnue en état de catastrophe naturelle au titre des dommages causés par la sécheresse en 1996, 2018 et 2019 et par des mouvements de terrain en 1999.

#### Risques technologiques
Le risque de transport de matières dangereuses sur la commune est lié à sa traversée par des infrastructures routières ou ferroviaires importantes ou la présence d'une canalisation de transport d'hydrocarbures. Un accident se produisant sur de telles infrastructures est en effet susceptible d’avoir des effets graves au bâti ou aux personnes jusqu’à 350 m, selon la nature du matériau transporté. Des dispositions d’urbanisme peuvent être préconisées en conséquence.

## Toponymie
Meillant remonte à l'antiquité gauloise, puisque le nom de Meillant est issu du gaulois mediolanon, latinisé en Mediolanum, qui serait un terme de géographie sacré,.

## Histoire
La seigneurie de Meillant appartenait aux XVe et XVIe siècles à la famille d'Amboise. Pierre d'Amboise, puis son fils Charles Ier d’Amboise et son petit-fils Charles II d’Amboise de Chaumont ont activement participé à la construction du château de Meillant existant aujourd'hui.

## Politique et administration
| Période      | Période  | Identité              | Étiquette | Qualité           |
| ------------ | -------- | --------------------- | --------- | ----------------- |
|              | 2002     | Murielle De Mortemart |           |                   |
| 2002         | 2012     | Michel Guillon,       |           | agriculteur       |
| 2012         | 2018     | Bernard Dumay         | DVD       | Retraité          |
| octobre 2018 | En cours | Marie-Claude Julien,  |           | Ancienne employée |

## Démographie
L'évolution du nombre d'habitants est connue à travers les recensements de la population effectués dans la commune depuis 1793. Pour les communes de moins de 10 000 habitants, une enquête de recensement portant sur toute la population est réalisée tous les cinq ans, les populations de référence des années intermédiaires étant quant à elles estimées par interpolation ou extrapolation. Pour la commune, le premier recensement exhaustif entrant dans le cadre du nouveau dispositif a été réalisé en 2006.

En 2022, la commune comptait 648 habitants, en évolution de −5,54 % par rapport à 2016 (Cher : −2,48 %, France hors Mayotte : +2,11 %).
| 1793 | 1800 | 1806  | 1821  | 1831  | 1836  | 1841  | 1846  | 1851  |
| ---- | ---- | ----- | ----- | ----- | ----- | ----- | ----- | ----- |
| 959  | 961  | 1 077 | 1 150 | 1 360 | 1 400 | 1 421 | 1 610 | 1 580 |

| 1856  | 1861  | 1866  | 1872  | 1876  | 1881  | 1886  | 1891  | 1896  |
| ----- | ----- | ----- | ----- | ----- | ----- | ----- | ----- | ----- |
| 1 632 | 1 665 | 1 769 | 1 597 | 1 565 | 1 549 | 1 484 | 1 466 | 1 349 |

| 1901  | 1906  | 1911  | 1921  | 1926 | 1931 | 1936 | 1946 | 1954 |
| ----- | ----- | ----- | ----- | ---- | ---- | ---- | ---- | ---- |
| 1 258 | 1 260 | 1 220 | 1 070 | 959  | 865  | 800  | 882  | 812  |

| 1962 | 1968 | 1975 | 1982 | 1990 | 1999 | 2006 | 2011 | 2016 |
| ---- | ---- | ---- | ---- | ---- | ---- | ---- | ---- | ---- |
| 799  | 772  | 658  | 685  | 749  | 792  | 785  | 679  | 686  |

| 2021 | 2022 | - | - | - | - | - | - | - |
| ---- | ---- | - | - | - | - | - | - | - |
| 661  | 648  | - | - | - | - | - | - | - |

## Culture locale et patrimoine

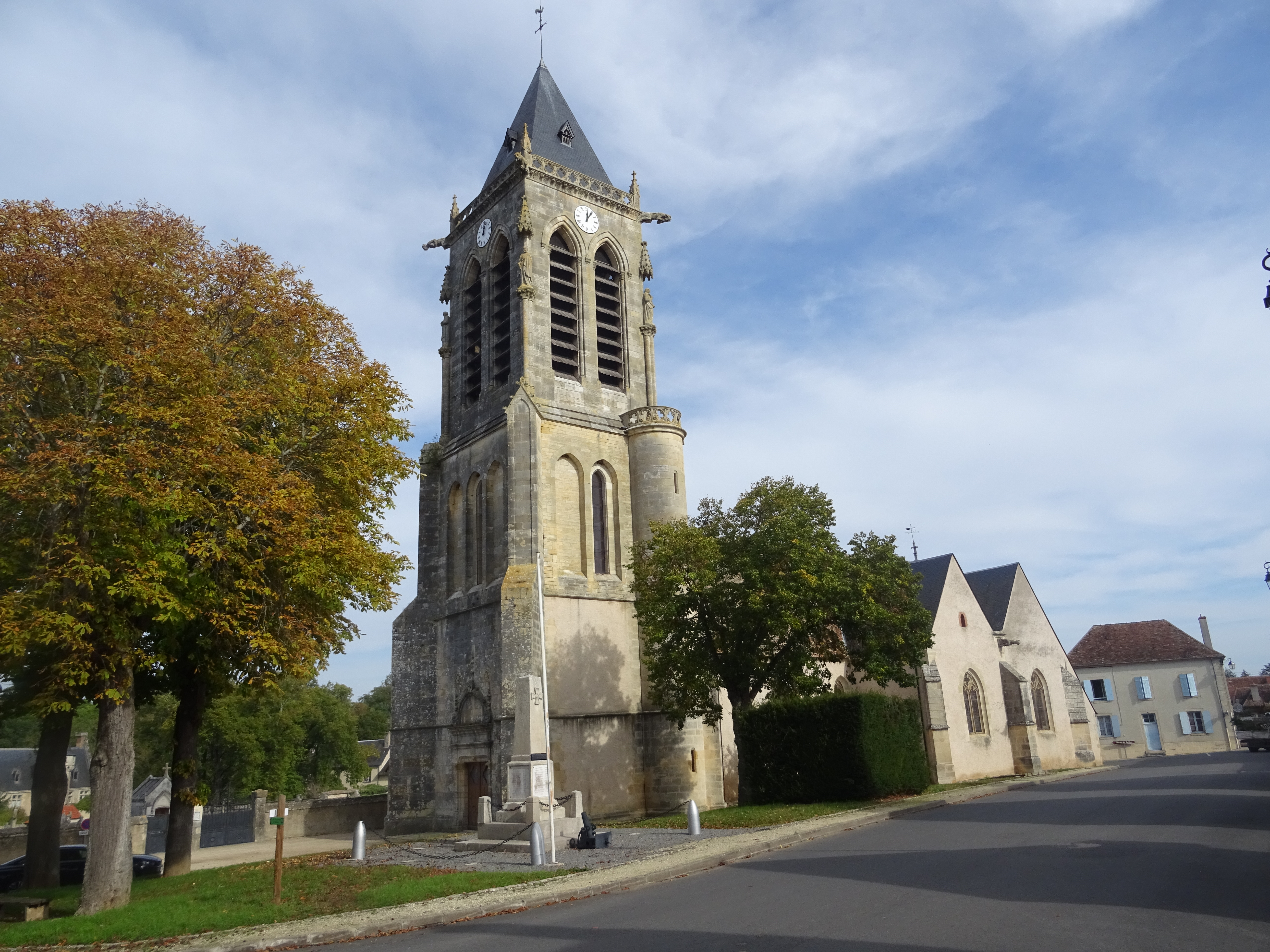
L'église de style gothique.

### Lieux et monuments
- Château de Meillant[27], château au style gothique flamboyant, classé au Monuments Historiques le 4 avril 1963[28].
- Haut-fourneau de Champange, datant de 1768 et ayant fonctionné jusqu'en 1841. Les vestiges sont inscrits à l'inventaire supplémentaire des monuments historiques par arrêté du 20 février 1991[29].
- Église Saint-Aubin de Meillant.

### Personnalités liées à la commune
- Philibert de Brichanteau (1588-1652), évêque-duc de Laon. Il fut prieur commendataire du prieuré Sainte-Catherine de Meillant ; il offrit des cloches à l'église. Son corps fut inhumé dans l'église de Meillant, dans la chapelle qui est aujourd'hui la chapelle de la Vierge.
- Henri de Rochechouart de Mortemart (1806-1855), militaire et homme politique français du XIXe siècle.
- Armand Joseph de Béthune (1738-1800), philanthrope et homme politique français du XVIIIe siècle.
- Frédéric Berthet indique qu'une amie lui prête une maison sur la commune dans Paris-Berry.
- Toctoc (1991-), street artiste.

### Héraldique
La commune n'a pas de blason.